# Brandenburgischer Kunstpreis
Der Brandenburgische Kunstpreis ist eine von der Märkischen Oderzeitung in Kooperation mit der Stiftung Schloss Neuhardenberg seit 2004 jährlich verliehene Auszeichnung von Werken der Malerei, Grafik und (Klein)-Plastik. Um den unter der Schirmherrschaft des Ministerpräsidenten des Landes Brandenburg stehenden Preis können sich im Land Brandenburg lebende oder arbeitende Künstler durch Einreichung eines ihrer Werke bewerben. Die eingereichte Arbeit, die auch aus mehreren Teilen bestehen kann, muss innerhalb des letzten Jahres vor dem Abgabetermin entstanden sein und hat vorgegebenen Größenkriterien zu folgen. Prämiert werden nur Originale.
Eine Jury unter Leitung des früheren Chefredakteurs Frank Mangelsdorf der Märkischen Oderzeitung entscheidet über die Vergabe der Preise. Die Auszeichnung findet auf Schloss Neuhardenberg statt und ist mit einer Ausstellung der eingereichten und von der Jury ausgewählten Arbeiten verbunden.
Anfänglich wurde der Brandenburgische Kunstpreis in drei Stufen vergeben, seit 2008 erfolgt die Ehrung in den Kategorien Malerei, Grafik und Plastik. In Würdigung des künstlerischen Gesamtwerks wird seit 2008 der Ehrenpreis des Ministerpräsidenten des Landes Brandenburg vergeben. 2012 wurde erstmals ein Förderpreis für junge Künstler – verbunden mit einem Stipendium – durch Sabine Kunst, Ministerin für Wissenschaft, Forschung und Kultur des Landes Brandenburg, ausgelobt.
Für den mit 10.000 EUR dotierten „Ehrenpreis des Ministerpräsidenten des Landes Brandenburg für ein Lebenswerk“ ist keine Bewerbung möglich.

## Die Preisträger 2004 bis 2007
Die nachfolgenden Listen folgen der Zusammenfassung durch die Märkische Oderzeitung
| Jahr | 1. Preis            | 2. Preis           | 3. Preis                 |
| ---- | ------------------- | ------------------ | ------------------------ |
| 2004 | Ulla Walter         | Erika Stürmer-Alex | Gerd Duncker             |
| 2005 | Dorit Bearach       | Klaus Hack         | Arno Christian Schmetjen |
| 2006 | Gerhard Wienchowski | Joseas R. Helmes   | Sylvia Hagen             |
| 2007 | Rainer Ehrt         | Urban Art          | Friedrich B. Henkel      |

## Preisträger seit 2008
| Jahr | Ehrenpreis des Ministerpräsidenten des Landes Brandenburg für ein Lebenswerk | Malerei                                  | Grafik                                                                               | Plastik                            | Fotografie                                                        | Förderstipendium     |
| ---- | ---------------------------------------------------------------------------- | ---------------------------------------- | ------------------------------------------------------------------------------------ | ---------------------------------- | ----------------------------------------------------------------- | -------------------- |
| 2008 | Werner Stötzer                                                               | Hannelore Teutsch                        | Kathrin Harder                                                                       | Jannulis Tembridis                 |                                                                   |                      |
| 2009 | Wieland Förster                                                              | Matthias Körner                          | Ellinor Euler                                                                        | Emerita Pansowová                  |                                                                   |                      |
| 2010 | Bernhard Heisig                                                              | Roswitha Grüttner                        | Daniel Klawitter                                                                     | Joachim Böttcher                   |                                                                   |                      |
| 2011 | Sabina Grzimek                                                               | Hans Scheuerecker                        | Franziska Uhl                                                                        | Bettina Steinborn                  |                                                                   |                      |
| 2012 | Harald Metzkes                                                               | Lutz Friedel                             | Matthias Körner                                                                      | Hans-Georg Wagner                  |                                                                   | Eva Kretschmer       |
| 2013 | Ronald Paris                                                                 | Helge Leiberg                            | Matthias Friedrich Muecke                                                            | Knut Seim                          |                                                                   | David Lehmann        |
| 2014 | Bernd Kauffmann                                                              | Mona Höke                                | Ralf Hentrich                                                                        | Sonja Eschefeld                    |                                                                   | Alexander Janetzko   |
| 2015 | Erika Stürmer-Alex                                                           | Ulrike Hogrebe                           | Christiane Wartenberg                                                                | Gudrun Kühne                       |                                                                   | Mathias Melchert     |
| 2016 | Joachim Böttcher                                                             | Annette Gundermann                       | Peter Panzner                                                                        | Alice Bahra                        |                                                                   | Anne Heinlein        |
| 2017 | Thomas Rother                                                                | Eva Paul                                 | Sophie Natuschke                                                                     | Sylvia Hagen                       |                                                                   | Christiane Bergelt   |
| 2018 | Wolfgang Utzt                                                                | Carola Czempik                           | Frank Diersch                                                                        | Dorit Trebeljahr                   | Göran Gnaudschun                                                  | Conrad Panzner       |
| 2019 | Christiane Wartenberg                                                        | Stephane Leonard                         | Elli Graetz                                                                          | Liz Mields-Kratochwil              | Frank Gaudlitz                                                    | Cécile Weselowski    |
| 2020 | Manfred Butzmann                                                             | Johannes Heisig                          | Carola Kirsch                                                                        | Marguerite Blume-Cárdenas          | Ingar Krauss                                                      | Larissa Rosa Lackner |
| 2021 | Barbara Raetsch                                                              | Manfred Zoller                           | Adelheid Fuss                                                                        | Anna Franziska Schwarzbach         | Hans-Jörg Rafalski                                                | Luise Schröder       |
| 2022 | Sylvia Hagen                                                                 | Fritz Bornstück                          | Daniel Becker                                                                        | Ilka Raupach                       | Micha Winkler                                                     | Julius Anger         |
| 2023 | Helge Leiberg                                                                | Christa Panzner                          | Kirstin Rabe                                                                         | Ulrich Jörke                       | Katja Gragert                                                     | Hella Stoletzki      |
| 2024 | Cornelia Schleime                                                            | Volker Henze für sein Triptychon „T. T.“ | Frank Diersch für seine Arbeit Ankunft und Ansicht – Nomad City (Adventus et visuum) | Klaus Hack, für den Madonnen-Altar | Sven Gatter für 6 Bilder aus der Fotoserie Straucheln und lichten | Adam Sevens          |